# FC Zürich
Der FC Zürich (abgekürzt FCZ) ist ein Fussballverein aus Zürich. Er wurde am 1. August 1896 von ehemaligen Mitgliedern des FC Excelsior und des FC Turicum gegründet und ist einer der ältesten Sportvereine der Schweiz. Die Vereinsfarben waren bei der Gründung die Zürcher Stadtfarben Blau und weiss, welche auch beim ersten Spiel am 30. August 1896 getragen wurden. Später wurden sie für ein paar Jahre gewechselt und ab 1909 wieder übernommen.
Die erste Mannschaft spielt nach einem Jahr Unterbruch seit der Saison 2017/18 wieder in der Super League. Sie hat die Schweizer Meisterschaft 13 Mal – zuletzt 2022 – und den Schweizer Cup zehn Mal gewonnen. International feierte der FCZ 1964 und 1977 die grössten Erfolge, als er jeweils bis in den Halbfinal des Meistercups kam. 2009/10 qualifizierte sich der FC Zürich für die Gruppenphase der Champions League und erreichte 2007/08 sowie 2018/19 jeweils den Sechzehntelfinal in der Europa League.
Die Heimspiele trägt die erste Fussballmannschaft des FC Zürich seit 1925 im Letzigrund aus. Der FCZ besitzt eine grosse und erfolgreiche Juniorenabteilung. Die U21-Mannschaft spielt als eines von nur vier Reserveteams der Schweiz in der Promotion League (dritthöchste Spielklasse).

## Geschichte

### 1896–1924

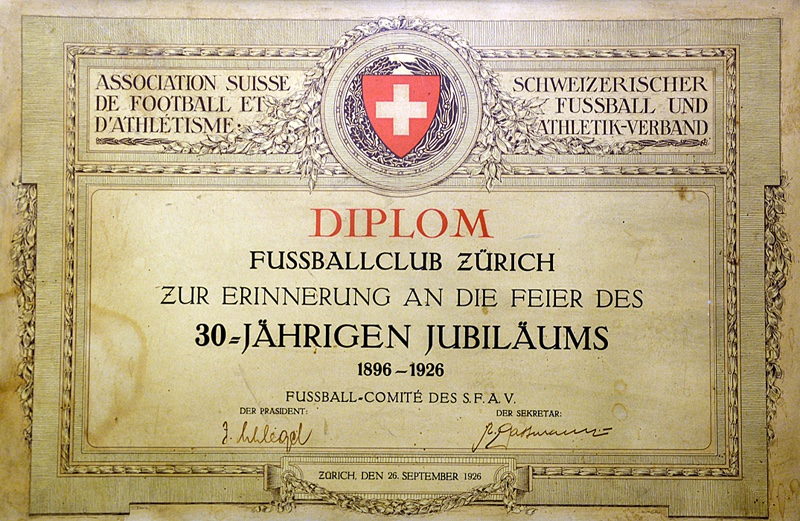
Diplom von 1926 zum 30-jährigen Jubiläum des Fussballclubs Zürich

Im Sommer 1896 gründeten Schüler und Junioren des seit 1893 bestehenden FC Excelsior den Fussball-Club Turicum (Turicum ist der römische Name der Stadt Zürich). Gegen Ende August 1896 trat fast die gesamte Juniorenmannschaft aus dem FC Excelsior aus und tat sich mit Turicum zum FC Zürich zusammen; erster Trainer (bezeichnet als 1. Captain) der Vereinsgeschichte wurde der Mitgründer Hans Gamper, der wenige Jahre später als Gründer des FC Barcelona berühmt werden sollte. Das offizielle Gründungsdatum 1. August 1896 wurde erst später festgelegt.
Sein erstes Spiel bestritt der neu gegründete Club am 30. August 1896 auf der Velorennbahn Hardau in Zürich gegen den FC Phönix St. Gallen (3:3). Dieses Datum ist auf einem Trinkhorn vermerkt, das sich der FCZ zu diesem Anlass selber schenkte. Der FC Zürich trat bei seiner Premiere gemäss Zeitungsberichten in den Farben Blau/Weiss an. Später wechselte er auf Rot/Weiss, vermutlich auch, um sich vom Lokalrivalen Grasshopper Club Zürich abzugrenzen. 1898 fusionierte der FC Excelsior mit dem FC Zürich, wobei der Name und die Farben des jüngeren Clubs beibehalten wurden. Wenig später stiessen auch die Mitglieder des FC Viktoria zum FCZ. Nachdem sich der Grasshopper Club in der Spielzeit 1909/10 vorübergehend von der Meisterschaft zurückgezogen hatte, wechselte der FC Zürich seine Clubfarben zurück auf Blau/Weiss. Die ersten beiden Meistertitel (im Jahr 1902 und 1924) wurden in dieser Zeit realisiert.

### 1925–1960
Bis in die 1930er-Jahre war der FC Zürich auch in anderen Sportarten wie Rudern, Boxen, Leichtathletik, Handball usw. tätig. Aufgrund finanzieller Schwierigkeiten des FCZ stimmten die Delegierten an einer ausserordentlichen Generalversammlung des FCZ am 25. Mai 1934, dass sich die Leichtathletik sowie Rudern und Schwimmen vom FCZ loslösten. Die Leichtathleten gründeten mit den Handballern den LC Zürich und die Ruderer den Ruderclub Zürich. Der FC Zürich ist seit dieser Zeit ein reiner Fussballverein.
1934, 1946 und 1957 folgten Abstiege in die 1. Liga bzw. die Nationalliga B und 1941, 1947 und 1958 Aufstiege in die Nationalliga A.

### 1960–1981

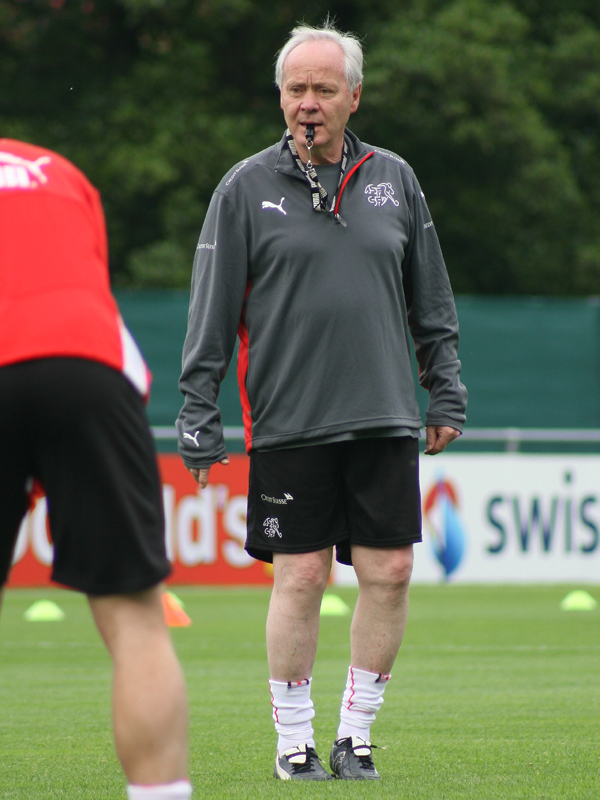
Jakob Kuhn, hier als Trainer der Schweizer Fussballnationalmannschaft im Jahr 2008

Unter dem Präsidenten Edwin Nägeli und mit Spielern wie Klaus Stürmer, Jakob Kuhn, Fritz Künzli, Ilija Katić, René Botteron und vielen mehr erlebte der FCZ seine «goldenen Jahre». Sieben Meistertitel und fünf Cuptitel holte der FC Zürich in dieser Zeit. Europäisch sind folgende Erfolge zu vermerken: Im Jahr 1964 im Meistercup stiess der FCZ bis in den Halbfinal gegen Real Madrid vor. 1977 scheiterte er wiederum in den Halbfinals, diesmal gegen den FC Liverpool.

### 1981–2005
In diesen Jahren platzierte sich der FCZ immer wieder im Mittelfeld und musste am Ende der Saison 1988 in die Nationalliga B absteigen. Negativer Höhepunkt dieser Saison war ein 1:4 in Martigny, auch wenn für die Walliser damals einer wie Georges Bregy wirkte. Zum letzten Heimspiel des Absteigers kamen dann noch 700 Zuschauer in den Letzigrund. Sie sahen ein 3:1 gegen Locarno. Der Aufstieg in die Nationalliga A folgte in der Saison 1989/90. Europäisch konnte der FCZ Ende 1998 einen kleinen Erfolg feiern, denn im UEFA-Cup schaffte er es bis in die Achtelfinals und wurde erst dort von AS Rom gestoppt. Zwei Cupsiege waren in dieser Zeit die einzigen nationalen Titel (in den Jahren 2000 und 2005).
| Saison | Platz | Liga | ⌀ Zuschauer |
| ------ | ----- | ---- | ----------- |
| 2006   | 01/10 | SL   | 10'008      |
| 2007   | 01/10 | SL   | 10'870      |
| 2008   | 03/10 | SL   | 12'186      |
| 2009   | 01/10 | SL   | 09'829      |
| 2010   | 07/10 | SL   | 10'700      |
| 2011   | 02/10 | SL   | 11'750      |
| 2012   | 06/10 | SL   | 10'511      |
| 2013   | 04/10 | SL   | 10'741      |
| 2014   | 05/10 | SL   | 09'564      |
| 2015   | 03/10 | SL   | 09'389      |
| 2016   | 10/10 | SL   | 08'701      |
| 2017   | 01/10 | CL   | 09'702      |
| 2018   | 04/10 | SL   | 10'726      |
| 2019   | 07/10 | SL   | 10'660      |
| 2020   | 07/10 | SL   | 6'422       |
| 2021   | 08/10 | SL   | 78          |
| 2022   | 01/10 | SL   | 13'192      |
| 2023   | 08/10 | SL   | 15'387      |

### Seit 2005
Am 13. Mai 2006 gewann der FC Zürich auswärts das letzte Saisonspiel gegen den FC Basel dank einem Tor in der 93. Minute durch Iulian Filipescu mit 2:1 und sicherte sich so, nach 25-jähriger «Durststrecke», den 10. Meistertitel und somit auch den ersten goldenen Meisterstern.
In der Saison 2006/07 gewann der FCZ den 11. Meistertitel ebenfalls in der letzten Spielrunde und wieder gegen den FC Basel, diesmal aber im Fernduell.
Am Ende dieser Saison gab es einen Umbruch im Verein. Trainer Lucien Favre wechselte zusammen mit Co-Trainer Harald Gämperle und den Spielern Raffael und Steve von Bergen zu Hertha BSC nach Berlin. Zudem wurden Leistungsträger wie Gökhan Inler (zu Udinese Calcio), Blerim Džemaili (zu den Bolton Wanderers) und Xavier Margairaz (zu CA Osasuna, von 2009 bis 2012 wieder beim FC Zürich) verkauft.

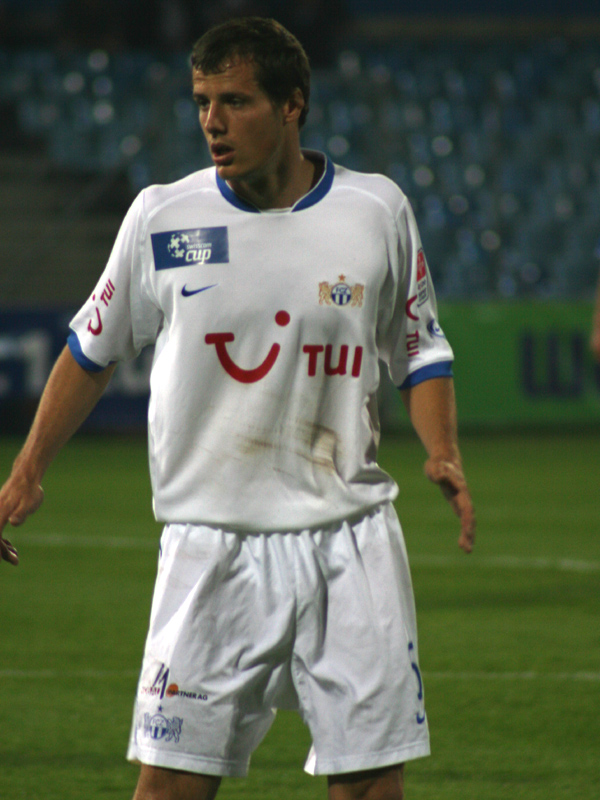
Xavier Margairaz (2017)

Als Nachfolger Favres wurde Bernard Challandes als Trainer verpflichtet. Unter dem neuen Trainer zeigte der FC Zürich bis zum Dezember 2007 gute Spiele, musste danach aber immer wieder Rückschläge einstecken. Der FCZ konnte nicht mehr um den Meistertitel mitspielen und beendete die Saison auf dem dritten Schlussrang mit 18 Punkten Rückstand auf den Meister FC Basel.
Der FCZ spielte in der Saison 2007/08 auch auf internationaler Bühne mit. In der dritten und letzten Qualifikationsrunde zur UEFA Champions League schied er gegen Beşiktaş Istanbul aus, spielte dann aber im UEFA-Cup weiter. Dort traf der FCZ in der ersten Runde auf den FC Empoli. Nach einer 1:2-Auswärtsniederlage gewann er im Letzigrund das Rückspiel mit 3:0 und zog so in die Gruppenphase ein. Nach Siegen gegen Sparta Prag (2:1) und den FC Toulouse (2:0) verlor er gegen Spartak Moskau (0:1) und Bayer 04 Leverkusen (0:5). Der FCZ qualifizierte sich für die Sechzehntelfinals, dort schied er gegen den Hamburger SV (1:3 und 0:0) aus.
In der Saison 2008/09 wurde der FCZ, dank einem 1:0-Auswärtssieg gegen die AC Bellinzona und der gleichzeitigen Niederlage des Rivalen FC Basel beim Grasshopper Club Zürich (1:4), in der zweitletzten Runde zum zwölften Mal Schweizer Meister.
In der Saison 2009/10 qualifizierte sich der FCZ, nachdem der NK Maribor und FK Ventspils in der Qualifikation bezwungen worden waren, erstmals in der Clubgeschichte für die UEFA Champions League. Die Gruppengegner waren Real Madrid, der AC Mailand und Olympique Marseille. Gegen Real Madrid und Olympique Marseille verlor der FCZ beide Spiele. Gegen die AC Milan gewann er auswärts mit 1:0. Vor eigenem Publikum verbuchte er ebenfalls einen Punktegewinn. Dennoch schied der FC Zürich als Gruppenletzter aus.
Im Sommer 2011 konnte er sich unter Trainer Urs Fischer, der ab April 2010 als Coach verpflichtet worden war, mit einem 1:1 und einem 1:0 gegen Standard Lüttich für die Playoffs der Champions League qualifizieren, wo er letztlich gegen den FC Bayern München unterlag. Die anschliessende Gruppenphase der Europa League beendete er auf dem 4. Platz. Am 7. August 2011 siegte der FC Zürich im Letzigrund mit 6:0 gegen GC, dies ist bislang der höchste Derby-Sieg für den FCZ.
Im Jahr 2012 erfuhr der FC Zürich eine hohe Zahl von Trainerwechseln. So wurde Urs Fischer im März 2012 freigestellt und zunächst für einige Monate durch Harald Gämperle ersetzt, bis im Juni 2012 Rolf Fringer als neuer Vereinstrainer vorgestellt wurde. Auch Fringer blieb nur wenige Monate in der Verantwortung, er wurde im November 2012 freigestellt, Urs Meier übernahm das Training. Unter Meier beendete der FCZ in der Saison 2012/13 die Meisterschaft auf dem 4. Schlussrang. Am 21. April 2014 gewann der FC Zürich zum achten Mal den Schweizer Cup, im Final wurde der FC Basel in der Verlängerung mit 2:0 besiegt.
Die Saison 2014/15 begann vielversprechend; zeitweise führte der FCZ die Tabelle an. Im August 2015 wurde Trainer Maier entlassen und durch Sami Hyypiä ersetzt. In der Rückrunde fiel der Verein wegen einer Niederlagenserie von der Tabellenspitze zurück und beendete die Saison auf Platz 3.
Die Saison 2015/16 endete für den FC Zürich nicht wunschgemäss. Nach den 36 Spieltagen stand der Stadtzürcher Verein auf dem letzten Tabellenplatz und stieg ab. Die Rolle des Club-Präsidenten, Ancillo Canepa, der zusammen mit seiner Frau 90 % der Aktien besitzt und über zahlreiche Einflussmöglichkeiten verfügt, wurde danach in den Medien diskutiert. Trotz dem Abstieg gewann der FC Zürich den Schweizer Cup 2015/16 nach einem 1:0-Sieg im Final gegen den FC Lugano und qualifizierte sich dadurch als künftiger Zweitligist für die Europa-League-Gruppenphase.
Die Saison 2016/17 bestritt der Club in der Challenge League. Dabei wurde er seiner Favoritenrolle gerecht und stand bereits nach 33 von 36 Runden als sofortiger Wiederaufsteiger fest.
In der ersten Saison nach dem Aufstieg war der FC Zürich überraschend erfolgreich. Die Meisterschaft beendete er auf dem vierten Platz, zudem gewann er den Schweizer Cup 2017/18 nach einem starken Auftritt im Final gegen den neuen Schweizer Meister YB, wodurch er sich direkt für die Gruppenphase der Europa League qualifizieren konnte. Dort erreichte der FCZ die Sechzehntelfinals, wo er beide Spiele gegen die SSC Neapel verlor (1:3 und 0:2) und ausschied.
Die Saisons 2018/19 und 2019/20 beendete der FCZ auf dem siebten, die Saison 2020/21 auf dem achten Platz.
Nach den drei mehrheitlich erfolglosen Saisons von 2018 bis 2021 gelang es dem FC Zürich in der Saison 2021/22, nach einer grossen Umstrukturierung und Reorganisation des Vereins überraschend den 13. Meistertitel der Vereinsgeschichte zu gewinnen. Baumeister dieses Erfolges waren unter anderem das Präsidentenpaar Heliane und Ancillo Canepa, Trainer André Breitenreiter, der im Sommer 2021 verpflichtet worden war, sowie Mittelfeldspieler Blerim Džemaili, der 2003 seine Karriere in Zürich begonnen hatte und nach diversen Stationen im Ausland seit Januar 2021 wieder für den FC Zürich spielte.
| Saison                                                | Platz Hauptrunde                                      | Platz Meisterrunde                                    | Platz Abstiegsrunde                                   | ⌀ Zuschauer                                           |
| Platzierungen ab Einführung der Play-offs in der Liga | Platzierungen ab Einführung der Play-offs in der Liga | Platzierungen ab Einführung der Play-offs in der Liga | Platzierungen ab Einführung der Play-offs in der Liga | Platzierungen ab Einführung der Play-offs in der Liga |
| ----------------------------------------------------- | ----------------------------------------------------- | ----------------------------------------------------- | ----------------------------------------------------- | ----------------------------------------------------- |
| 2023/24                                               | 6                                                     | 4                                                     |                                                       |                                                       |
| 2024/25                                               | 8                                                     |                                                       | 7                                                     |                                                       |

## Die 1. Mannschaft

### Kader der Saison 2024/25
Stand: 30. Mai 2025
| Nr.          | Nat.                      | Spieler              | Im Verein seit | Letzter Verein       |
| Torhüter     | Torhüter                  | Torhüter             | Torhüter       | Torhüter             |
| ------------ | ------------------------- | -------------------- | -------------- | -------------------- |
| 01           | Schweiz                   | Živko Kostadinović   | 2020           | FC Wil               |
| 25           | Schweiz                   | Yanick Brecher       | 2015           | FC Wil               |
| 28           | Schweiz                   | Silas Huber          | 2024           | eigene Jugend        |
| Verteidigung |                           |                      |                |                      |
| 02           | Schweiz Kosovo            | Lindrit Kamberi      | 2021           | FC Winterthur        |
| 03           | Frankreich Senegal        | Benjamin Mendy       | 2025           | FC Lorient           |
| 05           | Argentinien               | Mariano Gómez        | 2024           | Atletico Madrid      |
| 16           | Israel Rumänien           | Doron Leidner        | 2024           | Olympiakos Piräus 2  |
| 20           | Schweiz                   | Calixte Ligue        | 2023           | eigene Jugend        |
| 27           | Portugal                  | Rodrigo Conceição    | 2023           | FC Porto             |
| 31           | Kosovo Schweiz            | Mirlind Kryeziu      | 2021           | SC Kriens            |
| 32           | Schweiz                   | Selmin Hodza         | 2022           | eigene Jugend        |
| 36           | Schweiz                   | Daniel Denoon        | 2020           | eigene Jugend        |
| Mittelfeld   |                           |                      |                |                      |
| 04           | Elfenbeinküste Frankreich | Jean-Philippe Gbamin | 2025           | FC Nantes            |
| 06           | Schweiz                   | Cheveyo Tsawa        | 2024           | eigene Jugend        |
| 07           | Kosovo Schweiz            | Bledian Krasniqi     | 2021           | FC Wil               |
| 12           | Nigeria                   | Ifeanyi Mathew       | 2023           | Lillestrøm SK        |
| 13           | Guinea-a                  | Mohamed Bangoura     | 2024           | 36 Lion FC           |
| 14           | Schweiz                   | Nevio di Giusto      | 2024           | eigene Jugend        |
| 17           | Schweiz                   | Steven Zuber         | 2025           | AEK Athen            |
| Stürmer      |                           |                      |                |                      |
| 08           | Schweiz Kamerun           | Samuel Ballet        | 2024           | Como 1907 2          |
| 09           | Kolumbien                 | Juan José Perea      | 2024           | VfB Stuttgart 2      |
| 11           | Nigeria                   | Umeh Emmanuel        | 2024           | Botev Plovdiv        |
| 18           | Ghana                     | Daniel Afriyie       | 2023           | Hearts of Oak SC     |
| 19           | Elfenbeinküste            | Fernand Goure        | 2024           | KVC Westerlo 2       |
| 22           | Irland England            | Armstrong Oko-Flex   | 2023           | West Ham United      |
| 23           | Frankreich Marokko        | Mounir Chouiar       | 2024           | Ludogorets Razgrad 2 |
| 26           | Niederlande Suriname      | Jahnoah Markelo      | 2024           | NK Celje             |
| 33           | Sambia                    | Joseph Sabobo        | 2024           | Atletico Lusaka FC   |

### Betreuerstab und Vorstand
Stand: 13. Januar 2025
| Vorname, Name          | Funktion                       |
| ---------------------- | ------------------------------ |
| Vorstand               |                                |
| Ancillo Canepa         | Präsident                      |
| Thomas Schönberger     | Vizepräsident                  |
| Daniel Engel           | Generalsekretär Verwaltungsrat |
| Trainerstab            |                                |
| Mitchell van der Gaag  | Cheftrainer                    |
| vakant                 | Co-Trainer                     |
| Johan Vonlanthen       | Co-Trainer                     |
| Dean Santangelo        | Torhütertrainer                |
| Christian Kolodziej    | Athletiktrainer                |
| Michael Sulzmann       | Rehatrainer                    |
| Fabian Sander          | Spielanalyse                   |
| Alessandro Schoenmaker | Berater                        |

## Ehemalige Spieler, Trainer und Funktionäre

### Spieler

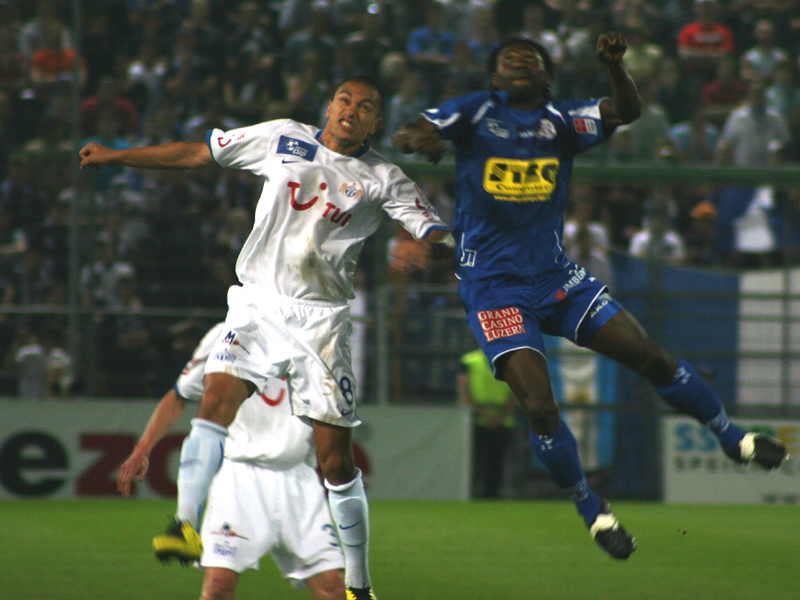
Gökhan Inler (links)

| - Almen Abdi (1994–2009) - Alexandre Alphonse (2005–2012) - Shaun Bartlett (1998–2000) - Walter Bosshard (1934–1954) - René Botteron (1973–1980) - Pierre-Albert Chapuisat (1976–1979) - César (2003–2007) - Frédéric Chassot (1998–2002) - Amine Chermiti (2010–2016) - Yassine Chikhaoui (2007–2015) - Raffael (2005–2007) - Roberto Di Matteo (1991–1992) - Dušan Đurić (2008–2011) - Josip Drmić (2001–2013) - Blerim Džemaili (2001–2007, 2021–2023) - Ruedi Elsener (1979–1984) - Nico Elvedi (2006–2015) - Iulian Filipescu (2004–2006) - Bećir Omeragić (2018–2023) | - Urs Fischer (1973–1987, 1995–2003) - Hans Gamper (1896–1897) - Karl Grob (1967–1987) - Daniel Gygax (1998–2001, 2002–2005) - Willy Huber (1943–1944) - Adrian Ilie (2004–2005) - Gökhan Inler (2006–2007) - Luca Iodice (1997–1999, 2002–2004) - Daniel Jeandupeux (1971–1975) - Jurica Jerković (1978–1985) - Alhassane Keita (2001–2006) - Jakob Kuhn (1961–1977) - Fritz Künzli (1964–1973) - Johnny Leoni (2003–2012) - Max Litscher (1945–1950) - Heinz Lüdi (1977–1988) - Ludovic Magnin (2010–2012) - Roko Šimić (2022–2023) | - Admir Mehmedi (2007–2011) - Severino Minelli (1943–1946) - Adrian Nikci (2007–2012) - Shabani Nonda (1996–1998) - Marco Pascolo (1998–2002) - Abédi Pelé (1983–1984) - Marcel Răducanu (1988–1990) - Ricardo Rodríguez (2002–2012) - Wynton Rufer (1982–1986) - Ike Shorunmu (1996–1999) - Florian Stahel (2004–2011) - Xavier Stierli (1960–1970) - Klaus Stürmer (1962–1964, 1965–1967) - Hannu Tihinen (2006–2010) - Herbert Waas (1992–1994) - Rashidi Yekini (1997–1998) - Gianpietro Zappa (1977–1984) |

### Trainer

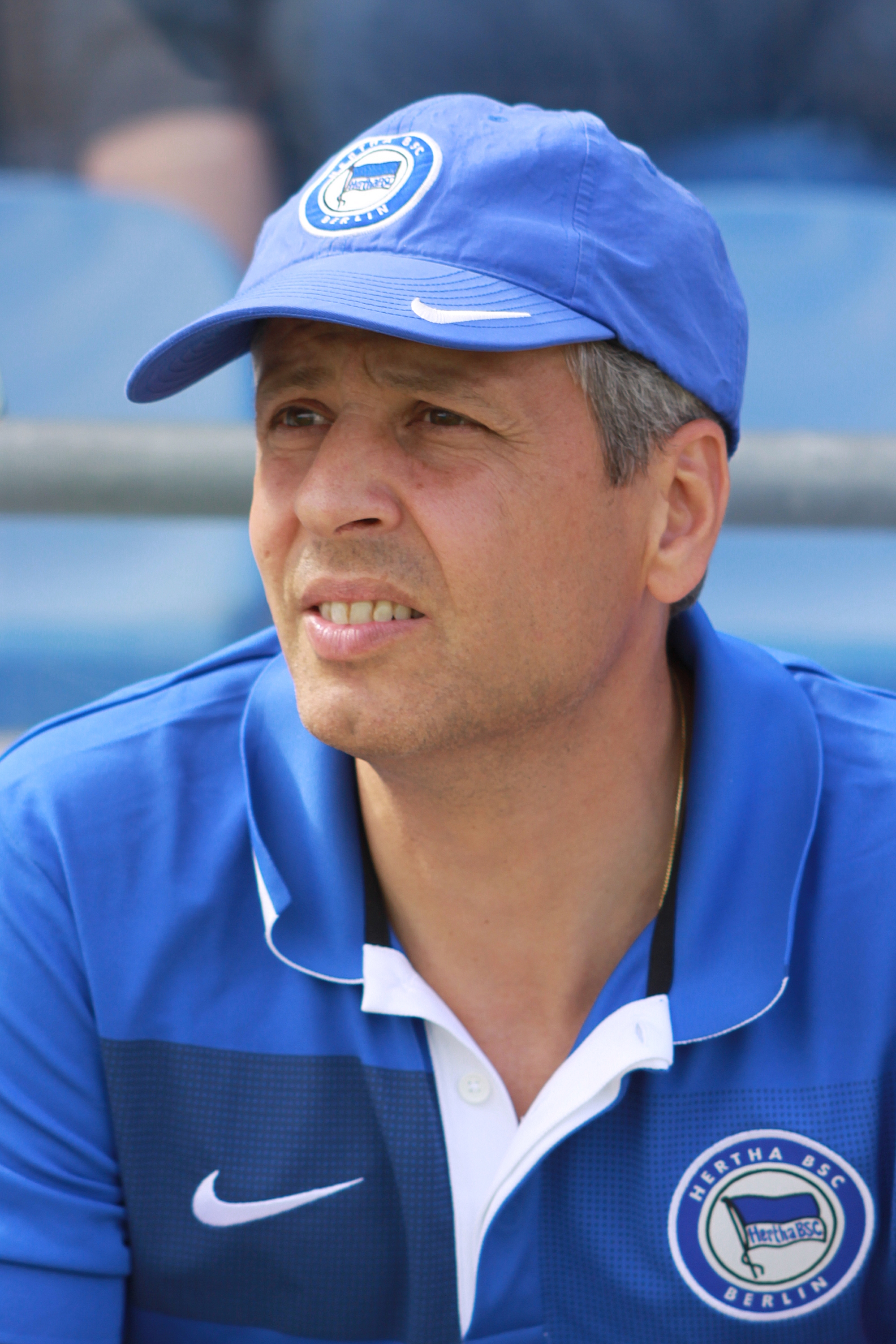
Lucien Favre (hier als Trainer von Hertha BSC)

| - 1894–1897 Hans Gamper (inkl. FC Excelsior Zürich) - 1920 József «Csibi» Winkler - 1922–1923 Johann Studnicka - 1923 Izidor Kürschner - 1926 John Maconnachie - 1929–1930 Johann Studnicka - 1930–1931 Kálmán Konrád - 1931–1933 Paul Schopf - 1935 Karl Jiszda (August – Dezember) - 1936 Franz Eckl (Januar – Mai) - 1936–1937 Karl Oersi - 1937–1939 Hans Böhm - 1940–1942 Max Barras - 1942–1943 Franz Sobotka - 1943–1946 Severino Minelli - 1946–1948 Willy Iseli - 1948–1953 Theodor Lohrmann - 1953–1955 Joksch Fridl - 1955–1957 Ossi Müller - 1957–1958 Fernando Molina und Max Barras - 1958–1959 Karl Rappan - 1959–1960 Max Barras - 1960–1962 Georg Wurzer - 1962–1966 Louis Maurer - 1966–1967 László Kubala (Juli – Februar) - 1967 René Brodmann (Februar – Juli) - 1967–1969 Law Mantula - 1969–1970 Georg Gawliczek (Juli – November) - 1970–1971 Juan Schwanner (November – Juli) - 1971–1978 Timo Konietzka - 1978–1980 Zlatko Čajkovski (Juli – März) - 1980 Albert Sing und Rosario Martinelli (März – Juli) - 1980–1983 Daniel Jeandupeux (Juli – März) - 1983 Heini Glättli (März – April) | - 1983 Max Merkel (April – Mai) - 1983 Jakob Kuhn (Mai – Juli) - 1983 Hans Kodric (Juli – November) - 1983–1984 Jakob Kuhn (November – Juli) - 1984–1986 Václav Ježek - 1986–1987 Hermann Stessl (Juli – September) - 1987–1988 Timo Konietzka (September – Juli) - 1988–1989 Hannes Bongartz - 1989 Walter Iselin (Juli – Oktober) - 1989–1991 Herbert Neumann (Oktober – Oktober) - 1991–1994 Kurt Jara (Oktober – April) - 1994–1995 Bob Houghton (April – März) - 1995–2000 Raimondo Ponte (März – April) - 2000–2001 Gilbert Gress (April – Juli) - 2001–2003 Georges Bregy (Juli – März) - 2003 Walter Grüter (März – Juli) - 2003–2007 Lucien Favre (Juli – Juni) - 2007–2010 Bernard Challandes (Juli – April) - 2010–2012 Urs Fischer (April – März) - 2012 Harald Gämperle (März – Juni) - 2012 Rolf Fringer (Juni – November) - 2012–2015 Urs Meier (November – August) - 2015–2016 Sami Hyypiä (August – Mai) - 2016–2018 Uli Forte (Mai – Februar) - 2018–2020 Ludovic Magnin (Februar – Oktober) - 2020–2021 Massimo Rizzo (interim) (Oktober – Mai) - 2021–2022 André Breitenreiter (Juni – Mai) - 2022 Franco Foda (Juni – September) - 2022 Genesio Colatrella (interim) (September – Oktober) - 2022–2024 Bo Henriksen (Oktober – Februar) - 2024 Murat Ural und Umberto Romano (interim) (Februar – April) - 2024–2025 Ricardo Moniz (April – Mai) - seit 2025 Mitchell van der Gaag (seit Mai) |

### Vereinspräsidenten
| - 1896–1900 Hans Enderli - 1900–1902 Louis Rossi - 1902–1906 Hans Enderli - 1906–1909 Heinrich Weilenmann - 1909–1910 Hans Enderli - 1910–1911 Hubert Allemann - 1911–1913 Jakob Schlegel - 1913–1916 Meinrad Ott - 1916–1917 Hans Enderli - 1917–1920 Ernst Nievergelt - 1920–1921 Jakob Schlegel - 1921–1922 Jakob Schlegel / Paul Wiederkehr - 1922–1923 Hans Fenner / Ad. Hedinger - 1923–1925 Hans Enderli / Gottlieb Corrodi - 1925–1926 Hans Enderli / A. Rümmeli - 1926–1927 Hans Enderli / Ernst Nievergelt - 1927–1929 Hans Enderli / A. Rümmeli | - 1929–1930 Hans Enderli / Gottlieb Corrodi - 1930–1931 Jakob Schnetzer-Meier / Gottlieb Corrodi - 1931–1933 Konsul A. Simon / Eugen Schuepp - 1933–1934 H. Bühler - 1934–1936 Hans Enderli - 1936–1941 Willy Baumeister - 1941–1945 Karl Wolflisberg - 1945–1949 Otto Seiler - 1949–1951 Karl Müller - 1951–1954 Emil Suger - 1954–1957 Gottlieb Corrodi - 1957–1979 Edwin Nägeli - 1979–1984 Alfred Zweidler - 1984–1986 Hans Stanek - 1986–2006 Sven Hotz - 2006–0000 Ancillo Canepa |

Weitere Spieler, Trainer und Funktionäre sind in der Kategorie:Person (FC Zürich) zu finden.

## Erfolge und Titel

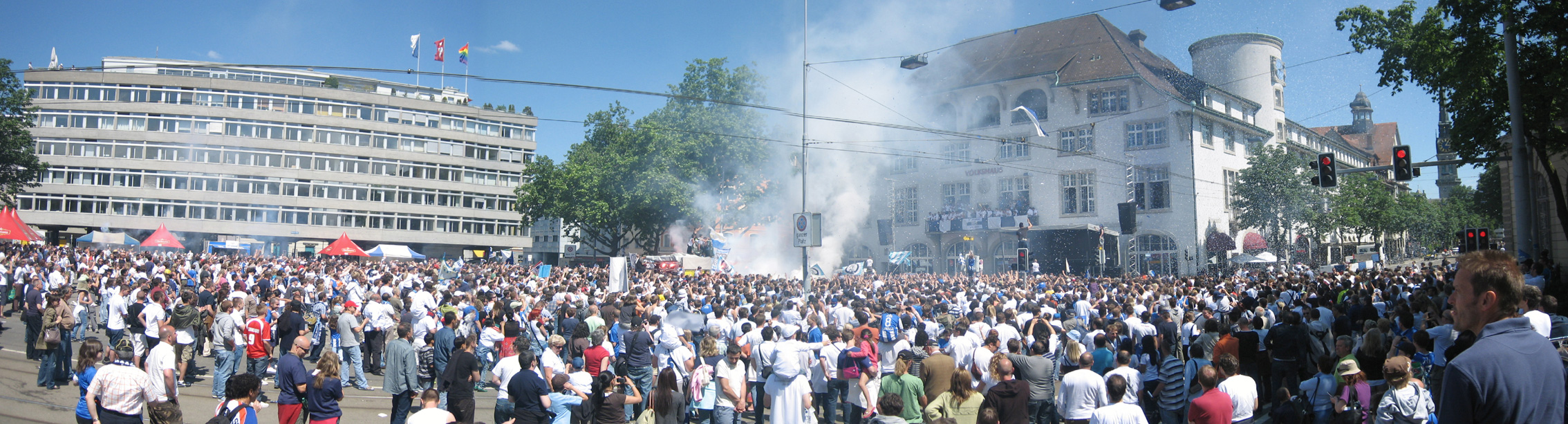
Meisterfeier 2009 auf dem Helvetiaplatz

### Meisterschaft
- Schweizer Meister (13): 1902, 1924, 1963, 1966, 1968, 1974, 1975, 1976, 1981, 2006, 2007, 2009, 2022
- Gewinner zweithöchste Spielklasse (4): 1941, 1947, 1958, 2017

### Cup
- Schweizer Cupsieger (10): 1966, 1970, 1972, 1973, 1976, 2000, 2005, 2014, 2016, 2018
- Schweizer Cupfinalist (1): 1981
- Schweizer Ligacupsieger (1): 1981

### Internationale Erfolge
- Halbfinal im Meistercup (2): 1964 und 1977
- Champions-League-Teilnahmen (1): 2009 (Gruppenphase)
- Uhrencup-Sieger (5): 1976, 1992, 1993, 1994, 2006

## Ligazugehörigkeit

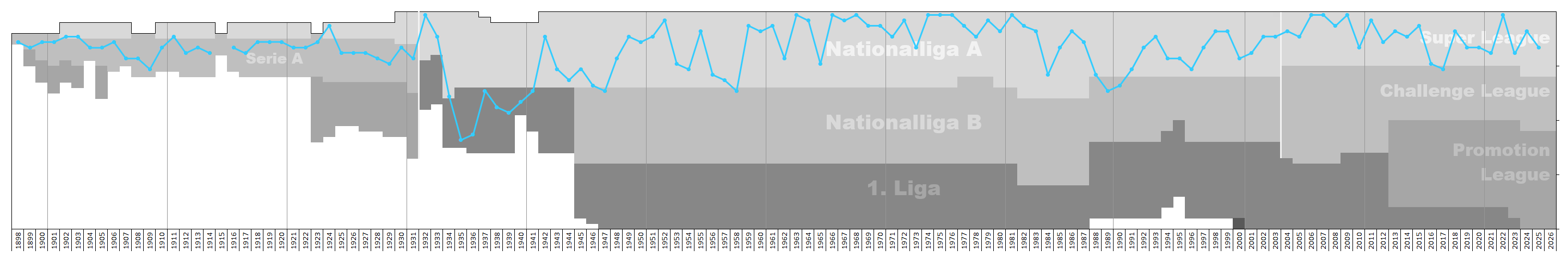
Diagramm: Platzierungen des FC Zürich

## Ewige Tabelle
Der FC Zürich liegt derzeit (Ende Saison 2022/23) auf dem 5. Rang der ewigen Tabelle der Super League.

## Stadion

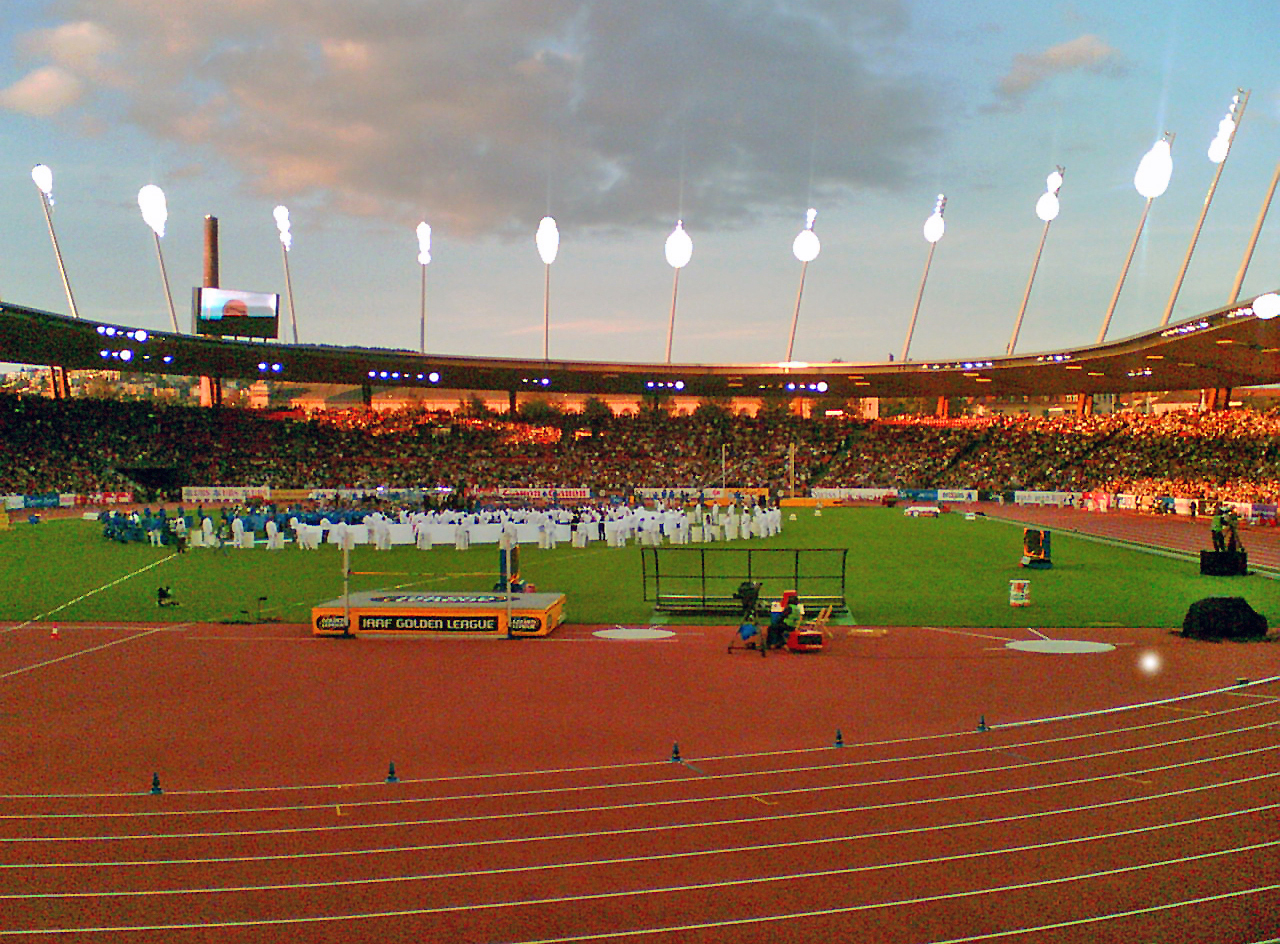
Eröffnungszeremonie des neuen Stadions während Weltklasse Zürich 2007

Das Heimstadion des FC Zürich ist der Letzigrund mit einer Kapazität von 26'500 Zuschauern. Vom Sommer 2006 bis Sommer 2007 wurde dieses Stadion für die Fussball-Europameisterschaft 2008 umgebaut. Während dieser Zeit trug der FC Zürich seine Heimspiele im Hardturm aus, der zu diesem Zeitpunkt noch die Heimstätte des Erzrivalen Grasshopper Club Zürich war. Seit dem Umbau spielt auch der Grasshopper Club im Letzigrund, da der Hardturm 2008 abgerissen wurde und ein Neubau geplant ist.
Der neue Letzigrund wurde am 30. August 2007 offiziell eingeweiht. Bereits eine Woche später wurde mit dem Leichtathletik-Meeting Weltklasse Zürich die erste grosse Veranstaltung im neuen Stadion durchgeführt. Das erste Fussballspiel im neuen Letzigrund fand am 23. September statt. Der FC Zürich spielte gegen den benachbarten Grasshopper Club. Das erste Tor im neuen Stadion markierte bereits nach 37 Sekunden Yassine Chikhaoui vom FC Zürich. Am Ende gewann der Gastgeber das Spiel mit 4:0. Das letzte Derby im alten Letzigrund-Stadion hatte am 30. April 2006 ebenfalls der FCZ mit 2:0 für sich entschieden.
Am 22. September 2013 stimmten die Zürcher Stimmberechtigten über ein neues Stadion (reines Fussballstadion mit 16'000 Plätzen) auf dem Hardturm-Areal ab. 2015 wäre der Spatenstich geplant gewesen, zum Saisonstart 2017/18 hätte das neue Stadion für den FC Zürich und den Grasshopper Club Zürich eröffnet werden sollen. Dieses Projekt wurde von den Stimmberechtigten der Stadt Zürich mit 50,8 % abgelehnt.
Am 25. November 2018 kam in der Stadt Zürich ein neues Projekt an die Urne, das mit 53,8 % der Stimmen angenommen wurde. Daher soll in Zukunft der FC Zürich zusammen mit dem Grasshopper Club im neuen Stadion mit Sitz- und Stehplätzen für 18'000 Besucher auf dem Areal des ehemaligen Hardturms spielen.

## Rivalitäten

### Grasshopper Club Zürich

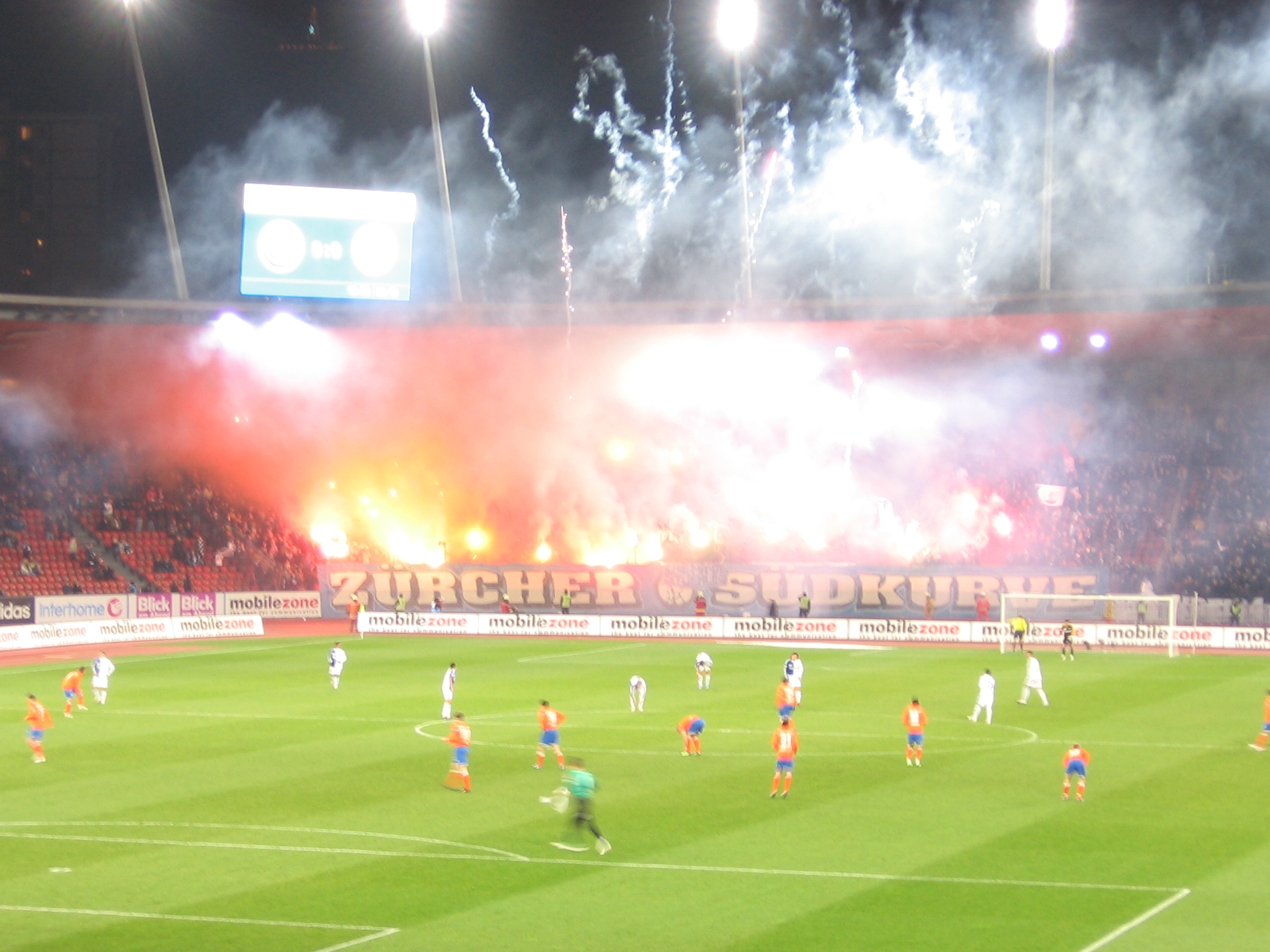
Anhänger des FC Zürich beim 208. Stadtderby gegen den Grasshopper Club (2009)

Seit seiner Gründung kämpft der FC Zürich mit dem Nachbarschaftsclub Grasshopper Club Zürich um die fussballerische Vorherrschaft in der Stadt. Während der Grasshopper Club Zürich dabei als Verein der Oberschicht und Bildungselite galt, haftet dem FC Zürich das Image des Arbeiterclubs an. Obwohl diese soziale Trennung heutzutage nicht mehr zu beobachten ist, bleibt die Rivalität gross. Die Begegnungen zwischen beiden Vereinen, das Zürcher Derby, bilden das einzige echte Derby in der schweizerischen Super League.

### FC Basel
Die Rivalität zwischen dem FC Zürich und dem FC Basel gilt als eine der grössten im Schweizer Clubfussball. Vor allem die Antipathie zwischen den Fans beider Clubs artet dabei oft in Ausschreitungen und Schlägereien aus.
Die Begegnungen der beiden Clubs endeten in den letzten Jahren eher zu Gunsten des FC Basel. Der FC Zürich konnte jedoch eines der wichtigsten Spiele für sich entscheiden: Er gewann am 13. Mai 2006, dank einem Tor von Iulian Filipescu in der 93. Minute, das Spiel im St. Jakob Park 2:1 und sicherte sich so den ersten Meistertitel nach 25 Jahren. Nach einem weiteren Sieg am 26. November 2006 konnte der FC Zürich bis zum 13. August 2011 nicht mehr gegen den FC Basel gewinnen.

## Europacupbilanz
| Saison    | Wettbewerb             | Runde                  | Gegner                   | Gesamt          | Hin              | Rück          |
| --------- | ---------------------- | ---------------------- | ------------------------ | --------------- | ---------------- | ------------- |
| 1963/64   | Meistercup             | Vorrunde               | Dundalk FC               | 4:2             | 3:0 (A)          | 1:2 (H)       |
| 1963/64   | Meistercup             | 1. Runde               | Galatasaray Istanbul     | (L)4:40         | 2:0 (H)          | 0:2 n. V. (A) |
| 1963/64   | Meistercup             | 1. Runde               | Galatasaray Istanbul     | (L)4:40         | 2:2 n. V. in Rom |               |
| 1963/64   | Meistercup             | Viertelfinal           | PSV Eindhoven            | 3:2             | 0:1 (A)          | 3:1 (H)       |
| 1963/64   | Meistercup             | Halbfinal              | Real Madrid              | 1:8             | 1:2 (H)          | 0:6 (A)       |
| 1966/67   | Meistercup             | 1. Runde               | Celtic Glasgow           | 0:5             | 0:2 (A)          | 0:3 (H)       |
| 1967/68   | Messestädte-Cup        | 1. Runde               | CF Barcelona             | 3:2             | 3:1 (H)          | 0:1 (A)       |
| 1967/68   | Messestädte-Cup        | 2. Runde               | Nottingham Forest        | (a)2:2(a)       | 1:2 (A)          | 1:0 (H)       |
| 1967/68   | Messestädte-Cup        | 3. Runde               | Sporting Lissabon        | 3:1             | 3:0 (H)          | 0:1 (A)       |
| 1967/68   | Messestädte-Cup        | Viertelfinal           | FC Dundee                | 0:2             | 0:1 (A)          | 0:1 (H)       |
| 1968/69   | Meistercup             | 1. Runde               | Akademisk BK Gladsaxe    | 3:4             | 1:3 (H)          | 2:1 (A)       |
| 1969/70   | Messestädte-Cup        | 1. Runde               | Académica Coimbra        | 4:5             | 3:2 (H)          | 1:3 (A)       |
| 1970/71   | Cup der Cupsieger      | 1. Runde               | ÍBA Akureyri             | 14:10           | 7:1 (H)          | 7:0 (A)       |
| 1970/71   | Cup der Cupsieger      | 2. Runde               | FC Brügge                | 3:4             | 0:2 (A)          | 3:2 (H)       |
| 1972/73   | Cup der Cupsieger      | 1. Runde               | AFC Wrexham              | 2:3             | 1:1 (H)          | 1:2 (A)       |
| 1973/74   | Cup der Cupsieger      | 1. Runde               | RSC Anderlecht           | (a)4:4(a)       | 2:3 (A)          | 2:1 (H)       |
| 1973/74   | Cup der Cupsieger      | 2. Runde               | Malmö FF                 | (a)1:1(a)       | 0:0 (H)          | 1:1 (A)       |
| 1973/74   | Cup der Cupsieger      | Viertelfinal           | Sporting Lissabon        | 1:4             | 0:3 (A)          | 1:1 (H)       |
| 1974/75   | Meistercup             | 1. Runde               | Leeds United             | 3:5             | 1:4 (A)          | 2:1 (H)       |
| 1975/76   | Meistercup             | 1. Runde               | Újpesti Dózsa SC         | (a)5:5(a)       | 0:4 (A)          | 5:1 (H)       |
| 1976/77   | Meistercup             | 1. Runde               | Glasgow Rangers          | 2:1             | 1:1 (A)          | 1:0 (H)       |
| 1976/77   | Meistercup             | 2. Runde               | Turun Palloseura         | 3:0             | 2:0 (H)          | 1:0 (A)       |
| 1976/77   | Meistercup             | Viertelfinal           | Dynamo Dresden           | (a)4:4(a)       | 2:1 (H)          | 2:3 (A)       |
| 1976/77   | Meistercup             | Halbfinal              | FC Liverpool             | 1:6             | 1:3 (H)          | 0:3 (A)       |
| 1977/78   | UEFA-Cup               | 1. Runde               | ZSKA Sofia               | 2:1             | 1:0 (H)          | 1:1 n. V. (A) |
| 1977/78   | UEFA-Cup               | 2. Runde               | Eintracht Frankfurt      | 3:7             | 0:3 (H)          | 3:4 (A)       |
| 1979/80   | UEFA-Cup               | 1. Runde               | 1. FC Kaiserslautern     | 2:8             | 1:3 (H)          | 1:5 (A)       |
| 1981/82   | Meistercup             | 1. Runde               | BFC Dynamo               | (a)3:3(a)       | 0:2 (A)          | 3:1 (H)       |
| 1982/83   | UEFA-Cup               | 1. Runde               | Pezoporikos Larnaka      | 3:2             | 2:2 (A)          | 1:0 (H)       |
| 1982/83   | UEFA-Cup               | 2. Runde               | Ferencváros Budapest     | 2:1             | 1:1 (A)          | 1:0 (H)       |
| 1982/83   | UEFA-Cup               | 3. Runde               | Benfica Lissabon         | 1:5             | 1:1 (H)          | 0:4 (A)       |
| 1983/84   | UEFA-Cup               | 1. Runde               | Royal Antwerpen          | 3:8             | 1:4 (H)          | 2:4 (A)       |
| 1998/99   | UEFA-Cup               | 2. Qualifikationsrunde | Schachtar Donezk         | 6:3             | 4:0 (H)          | 2:3 (A)       |
| 1998/99   | UEFA-Cup               | 1. Runde               | Anorthosis Famagusta     | 7:2             | 4:0 (H)          | 3:2 (A)       |
| 1998/99   | UEFA-Cup               | 2. Runde               | Celtic Glasgow           | 3:5             | 1:1 (A)          | 2:4 (H)       |
| 1998/99   | UEFA-Cup               | 3. Runde               | AS Rom                   | 2:3             | 0:1 (A)          | 2:2 (H)       |
| 1999/2000 | UEFA-Cup               | Qualifikation          | Sliema Wanderers         | 4:0             | 3:0 (A)          | 1:0 (H)       |
| 1999/2000 | UEFA-Cup               | 1. Runde               | Lierse SK                | 5:3             | 1:0 (H)          | 4:3 (A)       |
| 1999/2000 | UEFA-Cup               | 2. Runde               | Newcastle United         | 2:5             | 1:2 (H)          | 1:3 (A)       |
| 2000/01   | UEFA-Cup               | 1. Runde               | KRC Genk                 | 1:4             | 1:2 (H)          | 0:2 (A)       |
| 2002      | UEFA Intertoto Cup     | 1. Runde               | NK Brotnjo Čitluk        | 8:2             | 7:0 (H)          | 1:2 (A)       |
| 2002      | UEFA Intertoto Cup     | 2. Runde               | FC Levadia Maardu        | 1:0             | 1:0 (H)          | 0:0 (A)       |
| 2002      | UEFA Intertoto Cup     | 3. Runde               | Aston Villa              | 2:3             | 2:0 (H)          | 0:3 (A)       |
| 2005/06   | UEFA-Cup               | 2. Qualifikationsrunde | KP Legia Warschau        | 5:1             | 1:0 (A)          | 4:1 (H)       |
| 2005/06   | UEFA-Cup               | 1. Runde               | Brøndby IF               | 2:3             | 0:2 (A)          | 2:1 (H)       |
| 2006/07   | UEFA Champions League  | 2. Qualifikationsrunde | FC Salzburg              | 2:3             | 2:1 (H)          | 0:2 (A)       |
| 2007/08   | UEFA Champions League  | 3. Qualifikationsrunde | Beşiktaş Istanbul        | 1:3             | 1:1 (H)          | 0:2 (A)       |
| 2007/08   | UEFA-Cup               | 1. Runde               | FC Empoli                | 4:2             | 1:2 (A)          | 3:0 (H)       |
| 2007/08   | UEFA-Cup               | Gruppenphase           | Sparta Prag              | 2:1             | 2:1 (A)          |               |
| 2007/08   | UEFA-Cup               | Gruppenphase           | FC Toulouse              | 2:0             | 2:0 (H)          |               |
| 2007/08   | UEFA-Cup               | Gruppenphase           | Spartak Moskau           | 0:1             | 0:1 (A)          |               |
| 2007/08   | UEFA-Cup               | Gruppenphase           | Bayer 04 Leverkusen      | 0:5             | 0:5 (H)          |               |
| 2007/08   | UEFA-Cup               | Sechzehntelfinal       | Hamburger SV             | 1:3             | 1:3 (H)          | 0:0 (A)       |
| 2008/09   | UEFA-Cup               | 2. Qualifikationsrunde | SK Sturm Graz            | 2:2 (4:2 i. E.) | 1:1 (H)          | 1:1 n. V. (A) |
| 2008/09   | UEFA-Cup               | 1. Runde               | AC Mailand               | 1:4             | 1:3 (A)          | 0:1 (H)       |
| 2009/10   | UEFA Champions League  | 3. Qualifikationsrunde | NK Maribor               | 5:3             | 2:3 (H)          | 3:0 (A)       |
| 2009/10   | UEFA Champions League  | Play-offs              | FK Ventspils             | 5:1             | 3:0 (H)          | 2:1 (A)       |
| 2009/10   | UEFA Champions League  | Gruppenphase           | Real Madrid              | 2:6             | 2:5 (H)          | 0:1 (A)       |
| 2009/10   | UEFA Champions League  | Gruppenphase           | AC Mailand               | 2:1             | 1:0 (A)          | 1:1 (H)       |
| 2009/10   | UEFA Champions League  | Gruppenphase           | Olympique Marseille      | 1:7             | 0:1 (H)          | 1:6 (A)       |
| 2011/12   | UEFA Champions League  | 3. Qualifikationsrunde | Standard Lüttich         | 2:1             | 1:1 (A)          | 1:0 (H)       |
| 2011/12   | UEFA Champions League  | Play-offs              | FC Bayern München        | 0:3             | 0:2 (A)          | 0:1 (H)       |
| 2011/12   | UEFA Europa League     | Gruppenphase           | Sporting Lissabon        | 0:4             | 0:2 (H)          | 0:2 (A)       |
| 2011/12   | UEFA Europa League     | Gruppenphase           | FC Vaslui                | 4:2             | 2:2 (A)          | 2:0 (H)       |
| 2011/12   | UEFA Europa League     | Gruppenphase           | Lazio Rom                | 1:2             | 1:1 (H)          | 0:1 (A)       |
| 2013/14   | UEFA Europa League     | 3. Qualifikationsrunde | Slovan Liberec           | 2:4             | 1:2 (A)          | 1:2 (H)       |
| 2014/15   | UEFA Europa League     | Play-offs              | FC Spartak Trnava        | 4:2             | 3:1 (A)          | 1:1 (H)       |
| 2014/15   | UEFA Europa League     | Gruppenphase           | Apollon Limassol         | 5:4             | 2:3 (A)          | 3:1 (H)       |
| 2014/15   | UEFA Europa League     | Gruppenphase           | Borussia Mönchengladbach | 1:4             | 1:1 (H)          | 0:3 (A)       |
| 2014/15   | UEFA Europa League     | Gruppenphase           | FC Villarreal            | 4:6             | 1:4 (A)          | 3:2 (H)       |
| 2015/16   | UEFA Europa League     | 3. Qualifikationsrunde | FK Dinamo Minsk          | 1:2             | 0:1 (H)          | 1:1 n. V. (A) |
| 2016/17   | UEFA Europa League     | Gruppenphase           | FC Villarreal            | 2:3             | 1:2 (A)          | 1:1 (H)       |
| 2016/17   | UEFA Europa League     | Gruppenphase           | Osmanlıspor FK           | 2:3             | 2:1 (H)          | 0:2 (A)       |
| 2016/17   | UEFA Europa League     | Gruppenphase           | Steaua Bukarest          | 1:1             | 1:1 (A)          | 0:0 (H)       |
| 2018/19   | UEFA Europa League     | Gruppenphase           | AEK Larnaka              | 2:2             | 1:0 (A)          | 1:2 (H)       |
| 2018/19   | UEFA Europa League     | Gruppenphase           | Ludogorez Rasgrad        | 2:1             | 1:0 (H)          | 1:1 (A)       |
| 2018/19   | UEFA Europa League     | Gruppenphase           | Bayer 04 Leverkusen      | 3:3             | 3:2 (H)          | 0:1 (A)       |
| 2018/19   | UEFA Europa League     | Sechzehntelfinal       | SSC Neapel               | 1:5             | 1:3 (H)          | 0:2 (A)       |
| 2022/23   | UEFA Champions League  | 2. Qualifikationsrunde | Qarabağ Ağdam            | 4:5             | 2:3 (A)          | 2:2 n. V. (H) |
| 2022/23   | UEFA Europa League     | 3. Qualifikationsrunde | Linfield FC              | 5:0             | 2:0 (A)          | 3:0 (H)       |
| 2022/23   | UEFA Europa League     | Play-offs              | Heart of Midlothian      | 3:1             | 2:1 (H)          | 1:0 (A)       |
| 2022/23   | UEFA Europa League     | Gruppenphase           | FC Arsenal               | 1:3             | 1:2 (H)          | 0:1 (A)       |
| 2022/23   | UEFA Europa League     | Gruppenphase           | FK Bodø/Glimt            | 3:3             | 1:2 (A)          | 2:1 (H)       |
| 2022/23   | UEFA Europa League     | Gruppenphase           | PSV Eindhoven            | 1:10            | 1:5 (H)          | 0:5 (A)       |
| 2024/25   | UEFA Conference League | 2. Qualifikationsrunde | Shelbourne FC            | 3:0             | 3:0 (H)          | 0:0 (A)       |
| 2024/25   | UEFA Conference League | 3. Qualifikationsrunde | Vitória Guimarães        | 0:5             | 0:3 (H)          | 0:2 (A)       |

Legende: (H) – Heimspiel, (A) – Auswärtsspiel, (N) – neutraler Platz, (a) – Auswärtstorregel, (i. E.) – im Elfmeterschiessen, (n. V.) – nach Verlängerung
| Wettbewerb               | Spiele | S  | U  | N  | T+   | T-   |
| ------------------------ | ------ | -- | -- | -- | ---- | ---- |
| UEFA Champions League    | 47     | 17 | 06 | 24 | 60   | 82   |
| Cup der Cupsieger        | 12     | 04 | 04 | 04 | 25   | 17   |
| Messestädte-Cup          | 10     | 04 | 0  | 06 | 12   | 12   |
| UEFA-Cup / Europa League | 88     | 29 | 18 | 41 | 1130 | 1440 |
| UEFA Conference League   | 4      | 01 | 01 | 02 | 03   | 05   |
| UEFA Intertoto Cup       | 06     | 03 | 01 | 02 | 11   | 05   |
| Gesamt                   | 1670   | 58 | 30 | 79 | 2240 | 2650 |

Stand: 15. August 2024

## Gönnervereinigungen
Der FC Zürich wird von mehreren Gönnervereinigungen unterstützt. Namentlich sind dies:
- Supportervereinigung
- FCZ 1000er Club
- 50er Club
- FCZ Business Club

### Supportervereinigung
Die Supportervereinigung wurde 1960 gegründet. Sie pflegt nicht nur Kontakte auf geschäftlicher und privater Ebene unter ihren Mitgliedern, sondern unterstützt auch die Interessen des FC Zürich. Der Jahresbeitrag für die Supportervereinigung beträgt 3000 Franken. Die Supportervereinigung verfügt über ein eigenes Clublokal. Im alten Letzigrund war dies der Treffpunkt der Supporter. Diese verfolgen nebst den Spielen des FC Zürich weitere Aktivitäten wie den Supporterball und diverse andere Unternehmungen. Die Mitglieder der Supportervereinigung sassen im alten Letzigrund auf der Westtribüne.

### FCZ 1000er Club
Der 1995 gegründete FCZ 1000er Club pflegt sein gesellschaftliches Netz über die Spiele des FC Zürich hinaus und schafft eine Plattform für private und geschäftliche Aktivitäten respektive Partnerschaften. Das Hauptziel ist aber die Unterstützung des FC Zürich, insbesondere von dessen Juniorenabteilung, sowie das Erreichen von 1000 Mitgliedern. Die Mitglieder des FCZ 1000er Clubs sassen im alten Letzigrund auf der Osttribüne und hatten Gastrecht im Lokal der Supportervereinigung. Die Aktivitäten über die Spiele des FCZ hinaus umfassen eigene Veranstaltungen wie Ausflüge, Talkshows mit Prominenten, Galas, Apéros usw. Der FCZ 1000er Club hatte einen grossen Zuwachs an jungen Fans, die bereit waren, etwas mehr Geld für den Verein auszugeben. Der Jahresbeitrag betrug bis im Jahr 2006 1000 Franken. An der Generalversammlung 2006 wurde entschieden, aufgrund des neuen Letzigrunds und der damit verbundenen höheren Kosten (Stadionmiete) den Mitgliederbetrag provisorisch auf 1300 Franken zu erhöhen. 2007 standen mehr Fakten bezüglich des Letzigrundstadions zur Verfügung. Insbesondere die massiv teurere Stadionmiete des Letzigrunds zwang den FCZ, die Kosten auf die Zuschauer und Gönnervereinigungen abzuwälzen. So war auch der 1000er Club betroffen. Er sah sich gezwungen, den Mitgliederbeitrag auf 1500 Franken zu erhöhen. Gleichzeitig strich der Vorstand des FC Zürich dem 1000er Club viele Vorteile. So wird er nicht mehr im Supporterlokal geduldet. Auch können 1000er-Club-Mitglieder nicht mehr gratis an Cup-, UEFA-Cup- und Champions-League-Qualifikationsspiele. Die Reaktion des 1000er Clubs ist ein eigenes Clublokal in der Titan-Garage beim Letzigrund. Da aber das Stadion während des Spieles (bspw. in der Pause) nicht verlassen werden darf, wird dies von vielen (ehemaligen) 1000er-Club-Mitgliedern als Lösung nicht akzeptiert. Aufgrund des immer schlechter gewordenen Preis-Leistungs-Verhältnisses haben viele Mitglieder den 1000er Club wieder verlassen.

### 50er Club
1988 wurde der FCZ 50er Club gegründet. Diese Gönnervereinigung stellt neben den gemeinsamen FCZ-Interessen die privaten und auch geschäftlichen Gemeinsamkeiten ihrer Mitglieder in den Vordergrund. Der FCZ 50er Club fördert die fussballerischen Belange des FCZ und stellt dem FCZ auch Kaderspieler zur Verfügung. Auch die Juniorenabteilung ist dem FCZ 50er Club ein wichtiges Anliegen.
Der Netto-Verkaufserlös eines dem FCZ zur Verfügung gestellten Spielers wird wiederum vollumfänglich in den FCZ investiert.
Der 50er Club verfügte über ein eigenes Clublokal in der alten Letzigrund-Haupttribüne. Die Mitgliederanzahl betrug (Stand 2003) 53 und ist auf 59 limitiert.

### FCZ-Business Club
Der FCZ-Business Club ist die zweitjüngste Gönnervereinigung des FCZ und hat sich zum Ziel gesetzt, den Verein wieder an die «ruhmreichen alten Zeiten» heranzuführen. Dies will er durch ideelle und finanzielle Unterstützung des FC Zürich erreichen. Er dient auch der Pflege und Förderung der Beziehungen seiner Mitglieder untereinander. Die Gründung war im Frühjahr 2004. Im alten Letzigrund war das Heim des Business Clubs eine Lounge im Westtribünen-Trakt. Zeitweise wurde auch ein FCZ-Business-Club-Zelt in der Ecke der Westtribüne/Südkurve aufgestellt.

## Fanclubs
Der FCZ wird von fünf offiziellen Fanclubs unterstützt. Dies sind der Fanclub Letzi, der Fanclub Tigers, der Fanclub 1896, der Fanclub Region Solothurn sowie der Fanclub Letzi Junxx.

## Jugendabteilung und Juniorenförderung
Der FC Zürich besitzt eine grosse Juniorenabteilung, die unter dem Namen FCZ – Academy läuft. Zu dieser gehören die U13a-, U13b-, U14-, U15-, U16-, U18- und U21-Mannschaften. Ausserdem arbeitet der FC Zürich seit über fünf Jahren am Projekt LetziKids. Dieses ist für Kinder zwischen dem achten und zwölften Lebensjahr gedacht. Die gut ausgebaute Nachwuchsabteilung bringt auch regelmässig Nachwuchsspieler in die erste Mannschaft, so unter anderem Blerim Džemaili, Ricardo Rodríguez und Josip Drmić.
Die U21-Mannschaft des FC Zürich spielt in der für sie höchstmöglichen Promotion League. Spielort ist das Sportzentrum Heerenschürli in Schwamendingen.

## Frauenfussball
Die partnerschaftliche Zusammenarbeit zwischen dem FC Zürich und dem Frauenfussballclub Zürich Seebach wurde im Sommer 2008 durch den angepassten Vereinsnamen unterstrichen. Der Schweizerische Fussballverband bestätigte die Namensänderung von FFC Zürich Seebach zu FC Zürich Frauen.
Die Verantwortlichen in Muri bei Bern stimmten somit dem Antrag des FFC Zürich Seebach zu, ab der Saison 2008/09 als FC Zürich Frauen die Meisterschaften aller Frauen- und Nachwuchsteams zu bestreiten. Die E- und D-Juniorinnen werden in den FC Zürich zu den FCZ LetziKids integriert.

## Medien

### FCZ-TV
Im Juli 2006 lancierte der FC Zürich eine eigene TV-Sendung, die von einem 5-köpfigen Team um Moderator Nick Laederach realisiert, produziert und auf der Vereinswebsite ausgestrahlt wurde. Nach einer Änderung des Sendekonzepts im Juni 2009 wurden nur noch kurze, tagesaktuelle Beiträge ausgestrahlt. Die bisherige, rund 30-minütige Sendung, die auch auf dem Lokalsender Tele Züri zu sehen war, wurde eingestellt.
Die Sendung wurde ursprünglich ins Leben gerufen, um den Fans einen intensiven Einblick in das Vereinsleben des FC Zürich zu geben.

## Sponsoren und Investoren
Im April 2021 verlor der FCZ seinen Hauptsponsor Antepay (Herausgeber von Prepaid-Kreditkarten), nachdem dieser wegen der COVID-19-Pandemie seinen Betrieb hatte einstellen müssen. Zudem stellte der Energiekonzern Axpo, bisher Sponsor der Super League und der Clubs FCZ, BSC Young Boys und FC Basel, 2021 sein gesamtes Engagement im Fussball ein. Main Partner ist seither die Nokera AG, Arena-Partner die Credit Suisse, und Premium Partners sind Nike und HRS neben weiteren Partnern.